# Solanilla (Sabiñánigo)
Solanilla (en aragonés Solaniella) es una localidad española perteneciente al municipio de Sabiñánigo, en la comarca del Alto Gállego, provincia de Huesca, Aragón. 

## Geografía
Se enclava en el valle del río Guarga, zona que es también conocida como la Guarguera.

## Demografía

### Localidad
Datos demográficos de la localidad de Solanilla desde 1900:
| 36                    | 35 | 35 | 34 | 27 | 33 | -- | -- | -- | -- | -- | 14 | 16 |
| (Fuente: IAEST e INE) |    |    |    |    |    |    |    |    |    |    |    |    |

- Datos referidos a la población de derecho.

### Antiguo municipio
Datos demográficos del municipio de Solanilla desde 1842:
| 43            | -- | -- | -- | -- | -- | -- | -- | -- |
| (Fuente: INE) |    |    |    |    |    |    |    |    |

- Entre el censo de 1857 y el anterior, este municipio desaparece porque se integra en el municipio de Ordovés y Alavés.
- Datos referidos a la población de derecho, excepto en los censos de 1857 y 1860 que se refieren a la población de hecho.